# هوزه لوئیس والنزوئلا
هوزه لوئیس والنزوئلا کارگردان فیلم و تئاتر و استاد رسمی مدرسه تئاتر، فیلم و تلویزیون دانشگاه کالیفرنیا است. او در سان فرانسیسکو زاده شد، ولی در لوس موچیس و سینالوآ رشد کرد. او در سال ۱۹۶۹ در دانشگاه ایالتی سن هوزه آغاز به تحصیل کرد.
از ۲۵ سال پیش تاکنون والنزوئلا کارهایی را در تئاترهای منطقه‌ای و کانون تئاتر لس آنجلس و انجمن مارک تیپر کارگردانی کرده است که این کارها مورد توجه منتقدین قرار گرفته‌اند. او در کانون تئاتر لس آنجلس، لاتینو ثیتر لب و در انجمن مارک تیپر، لاتینو ثیتر اینیشیتیو را بنیان گذاشت. او اخیراً کارهای قصد قبلی، تنهایی، قربانی، لا ویرجن د گوادلوپ، دیوس اینانتزین را کارگردانی کرده است. همهٔ این آثار به وسیلهٔ لاتینو ثیتر کارگردانی شده‌اند.
از میان نمایش‌های بین‌المللی که او کارگردانی کرده می‌توان پیر گینت اثر هنریک ایبسن در نرلاند-تئاتر در نروژ و بوسه زن عنکبوتی اثر مانوئل پوییگ در تئاتر ملی نروژ را نام برد. در سال ۲۰۰۲ او نمایش دمنتیا اثر اولینا فرناندز را برای لاتینو ثیتر اینیشیتیو به روی صحنه برد. این نمایش در سال ۲۰۰۲ جایزه رسانه‌ای گلد برای تولیدات برتر تئاتری را در لس آنجلس، کالیفرنیا از آن خود کرد.